# Triumfetta pannosa
Triumfetta pannosa är en malvaväxtart som beskrevs av Robert Brown och D.A. Halford. Triumfetta pannosa ingår i släktet triumfettor, och familjen malvaväxter. Inga underarter finns listade i Catalogue of Life.